# عامر بن سلمة
عامر بن سلمة بن عامر بن عبد الله البلوي صحابي جليل كان حليفاً لقبيلة الخزرج من الأنصار شهد مع النبي محمد ﷺ غزوة بدر وغزوة أحد. وذكر ابن الأثير الجزري أنه من قبيلة بلي.